# Archibracon grangeri
Archibracon grangeri är en stekelart som beskrevs av Donald L.J. Quicke 1989. Archibracon grangeri ingår i släktet Archibracon och familjen bracksteklar. Inga underarter finns listade.